# Spetsnosnemertin
Spetsnosnemertin (Amphiporus bioculatus) är en djurart som tillhör fylumet slemmaskar, och som beskrevs av McIntosh 1874. Enligt Catalogue of Life ingår Spetsnosnemertin i släktet Amphiporus och familjen Amphiporidae, men enligt Dyntaxa är tillhörigheten istället släktet Amphiporus, och ordningen Hoplonemertea. Arten är reproducerande i Sverige. Inga underarter finns listade i Catalogue of Life.